# Diego Texán
Diego Texán es una localidad del municipio de Mérida, en el estado de Yucatán, México.

## Toponimia
El nombre (Diego Texán) hace referencia a Texán que significa en maya yucateco allá en el huano.

## Localización
Diego Texán se encuentra casi al final de una desviación en el kilómetro 15 de la carretera Mérida-Progreso.

## Infraestructura
Actualmente es una hacienda ganadera.

## Demografía
Según el censo de 2010 realizado por el INEGI, la población de la localidad era de 4 habitantes.
| 117                         | 89 | 81 | 81 | 4 |
| (Fuente: INEGI [Consultar]) |    |    |    |   |

## Galería

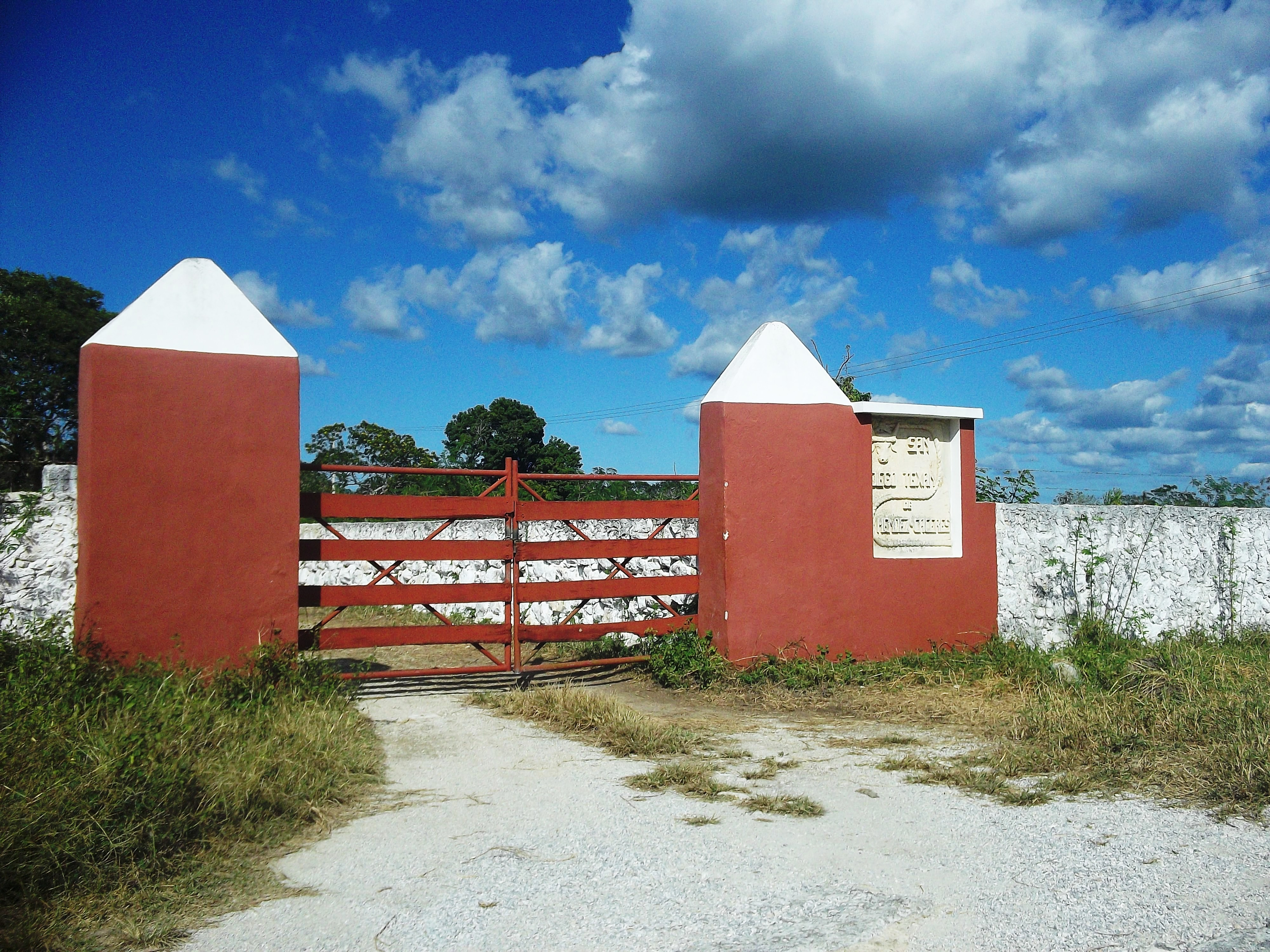
Entrada de Diego Texán.
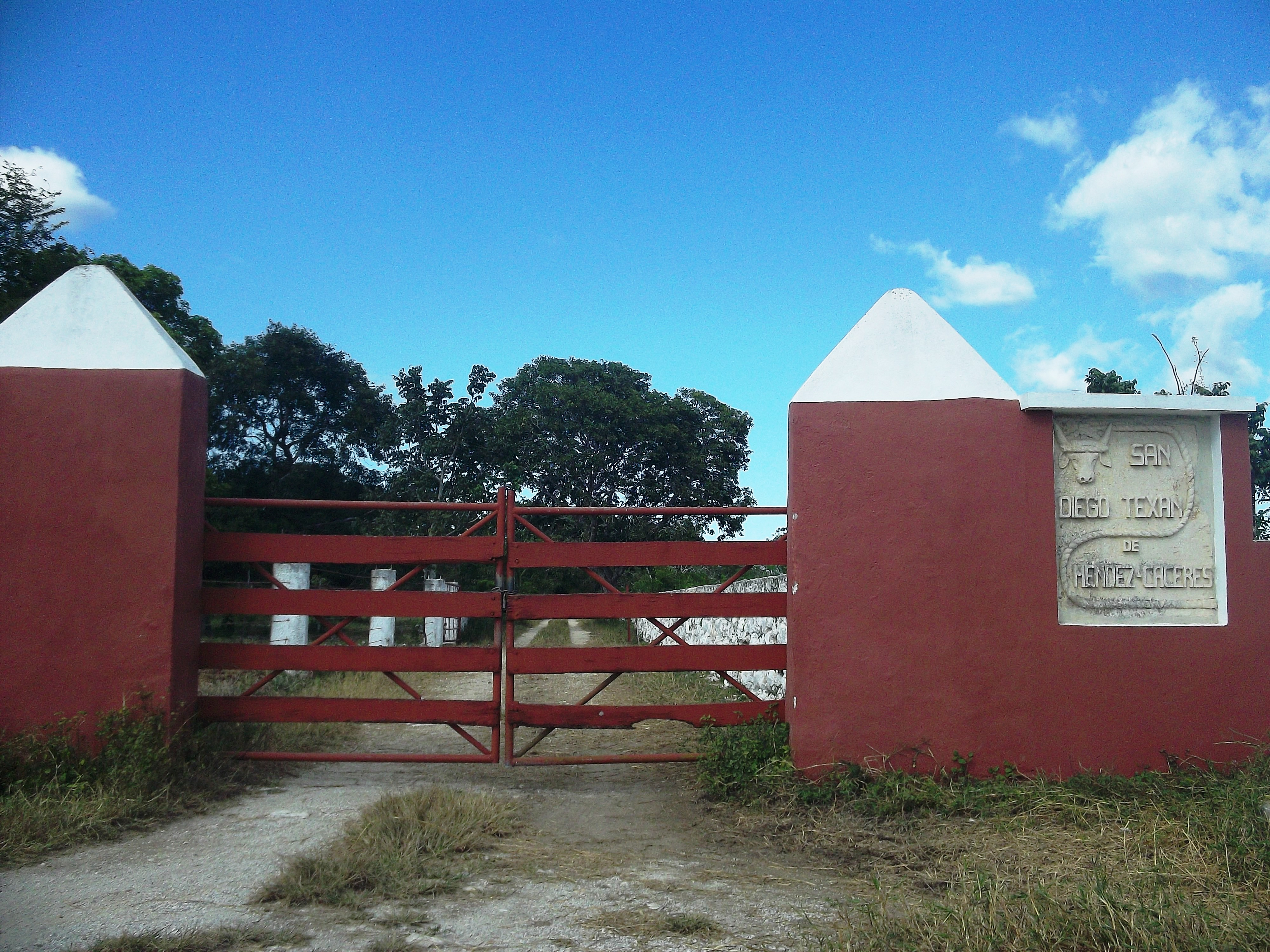
Entrada de Diego Texán.
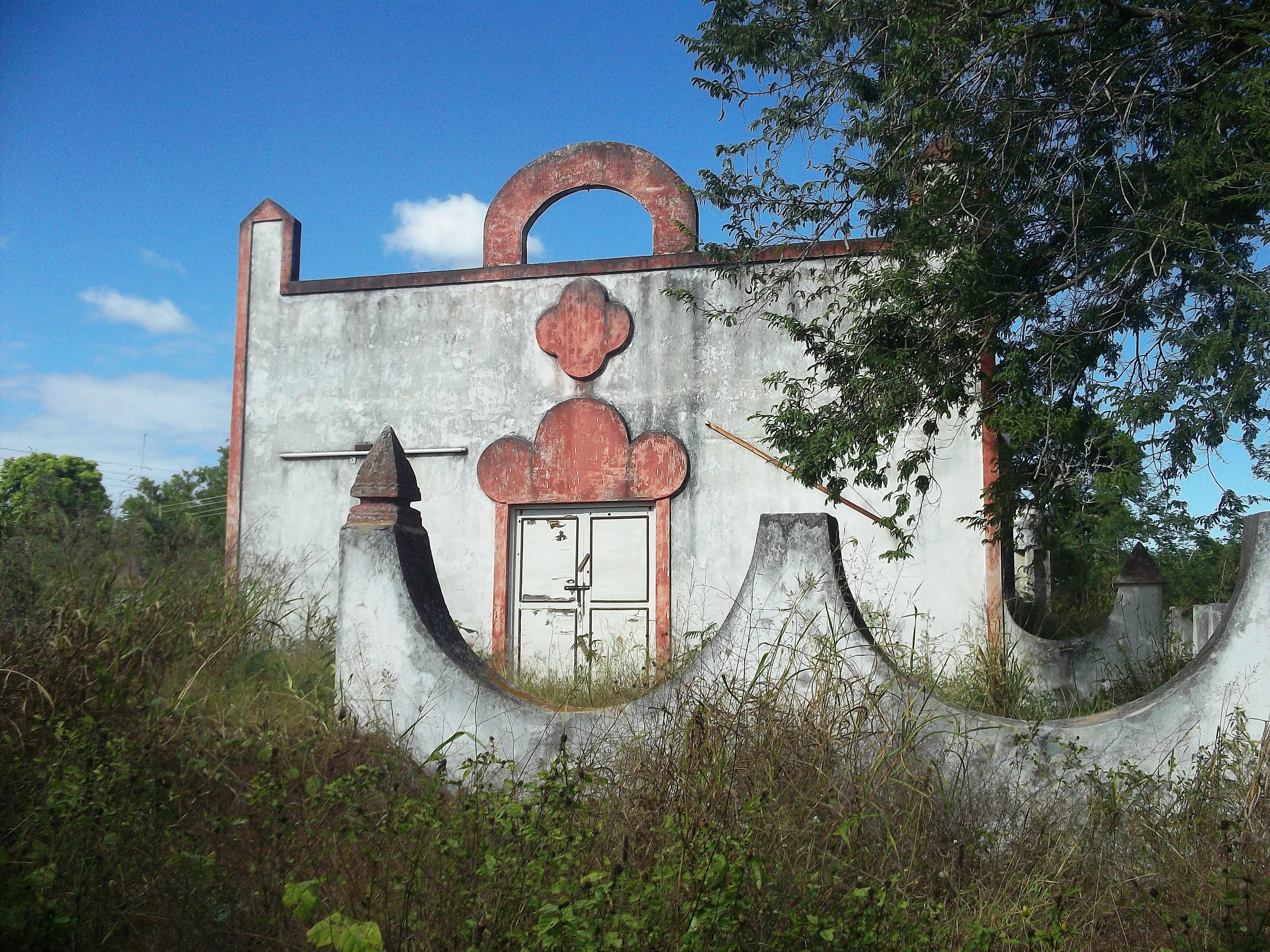
Capilla de Diego Texán.